# Open Hardware Specification Program
Open Hardware Specification Program es una marca registrada, una forma limitada de hardware libre, cuyo requisito es que debe estar disponible una cantidad suficiente de documentación del dispositivo para que un programador competente pueda escribir un controlador de dispositivo.
La documentación debe cubrir todas las características de la interfaz del dispositivo - controlador que se esperaba que cualquier usuario empleara. Esto incluye funciones de entrada/salida de control y funciones auxiliares tales como medida de funcionamiento o diagnóstico de autoprueba. Los detalles de soportes on-board firmware y de la puesta en práctica de hardware no necesitan ser divulgados excepto cuando son necesarios para permitir el programar un controlador para el dispositivo. 
Es decir, solamente una cantidad de información limitada sobre el diseño necesita estar disponible; posiblemente no mucha, por ejemplo, para hacer una reparación.